# エムツーショットトリガーズ
『エムツーショットトリガーズ』 (M2 Shot Triggers) は、エムツーにより展開される、アーケードゲームまたはコンシューマーゲームの移植、もしくはそれに関連した新作タイトルを自社パブリッシングにて発売するプロジェクト。

## 概要
設立以来他社の下請けとして主にゲームの過去作の移植を行っていたエムツーが2016年のパブリッシャー化表明と同時に発足したプロジェクトであり、同年12月に『バトルガレッガ』PS4向け移植版『バトルガレッガ Rev.2016』を第1弾として発売した。
内容は単純な移植に留まらず、プレイヤーをクリアに導くことを目的とした補助機能である「M2ガジェット」（後述）が搭載されているのがシリーズを通しての特徴である。なお「ショットトリガーズ」という名称ではあるものの必ずしもシューティングゲームに限定したものではない。また移植のみならず自社制作の新作の開発も含んだプロジェクトとしている。

## 仕様
アーケードゲームおよびコンシューマーゲームの移植タイトルは処理落ちやバグも含めたオリジナルの仕様に忠実なものとなる。追加要素としてオンラインのスコアランキング、中断セーブ、追加サウンド、難易度カスタム等がある。また「M2ガジェット」と呼ばれるプレイヤーサポート機能も備わっている。この「M2ガジェット」は主にスコア、難易度のランク、プレイヤーの状態や曲名といったゲームプレイ中の情報が詳細に可視化されるオプションである。ガジェットはそれぞれの表示される要素をプレイヤーが独自に表示・非表示にカスタムが可能。

## シリーズ一覧

### 移植タイトル
バトルガレッガ Rev.2016
- 2016年12月15日PlayStation 4版発売。2017年9月29日Xbox One版発売。

『バトルガレッガ』（ライジング/エイティング）の移植。
弾銃フィーバロン
- 2017年4月28日PlayStation 4版発売。2018年4月4日Xbox One版発売。

『弾銃フィーバロン』（ケイブ）の移植。
魔法大作戦
- 2017年11月2日PlayStation 4版発売。

『魔法大作戦』（ライジング/エイティング）の移植。
ケツイ Deathtiny ～絆地獄たち～
- 2018年11月29日PlayStation 4版発売。

『ケツイ〜絆地獄たち〜』（ケイブ）の移植。
エスプレイドΨ
- 2019年12月19日PlayStation 4・Nintendo Switch版発売。

『エスプレイド』（ケイブ/アトラス）の移植。
アレスタコレクション
- 2020年12月24日PlayStation 4・Nintendo Switch版発売。

『アレスタ』シリーズ（コンパイル）の移植および新作『GGアレスタIII』の追加収録。
究極タイガーヘリ -TOAPLAN ARCADE GARAGE-
- 2021年10月28日PlayStation 4・Nintendo Switch版発売。

『タイガーヘリ』『究極タイガー』『ゲットスター』（東亜プラン）の移植。
以降「TOAPLAN ARCADE GARAGE」タイトルの購入で『洗脳ゲーム TEKI・PAKI』が無料で追加。
飛翔鮫!鮫!鮫! -TOAPLAN ARCADE GARAGE-
- 2022年4月28日PlayStation 4・Nintendo Switch版発売。

『飛翔鮫』『鮫!鮫!鮫!』『ワードナの森』（東亜プラン）の移植。
ゼロファイアー -TOAPLAN ARCADE GARAGE-
- 2023年7月20日PlayStation 4・Nintendo Switch版発売予定。

『ゼロウィング』『ヘルファイアー』『ホラーストーリー』（東亜プラン）の移植。
怒首領蜂大往生 臨廻転生
- 2023年12月7日PlayStation 4・Nintendo Switch版発売予定。

『怒首領蜂大往生』（ケイブ）の移植。

### 新規タイトル
戦刃アレスタ
- 2021年7月16日アーケード版稼働開始。

『アレスタ』シリーズの新作。本プロジェクトとしては初となる、非移植の完全新作およびアーケード用タイトル。

### 発売予定タイトル
- フィーバロン学園（仮）[5] - 『弾銃フィーバロン』を元にしたオリジナル作品
- 達人王[6]
- アウトゾーン[6]
- ザビガ[7]
- B-WINGS[7]
- メタルクラッシュ[7]
- ラストミッション[7]
- サイコニクス・オスカー[7]
- ナイトストライカー
- アレスタブランチ（仮）[8]